# ディーナ・カスター
ディーナ・カスター (Deena Michelle Kastor、1973年2月14日-)は、アメリカ合衆国マサチューセッツ州ウォルサム出身の陸上競技選手。旧姓ドロシン。2004年アテネオリンピック女子マラソンの銅メダリストである。現在マラソンの北アメリカ大陸記録保持者である。

## 経歴
- 1997年ユニバーシアード　女子10000m　優勝
- 2002年世界クロスカントリー　2位
- 2003年世界クロスカントリー　2位
- 2003年ロンドンマラソン　3位
- 2004年アテネオリンピック女子マラソン　銅メダル
- 2005年シカゴマラソン　優勝
- 2006年ロンドンマラソン　優勝
- 2006年ニューヨークシティマラソン　6位
- 2007年世界陸上選手権　女子10000m　6位
- 2008年北京オリンピック女子マラソン　5Km付近途中棄権
- 2013年世界陸上選手権　女子マラソン　9位

## 自己ベスト
- 3000m : 8分42秒59 (2000年、チューリッヒ)
- 5000m : 14分51秒62 (2000年、ストックホルム)
- 10000m : 30分50秒32 (2002年、パロアルト)
- ハーフマラソン : 1時間07分34秒  (2006年、ベルリン)
- マラソン : 2時間19分36秒  (2006年、ロンドン)